# アントーニオ・ヒスベルト
アントーニオ・ヒスベルト（Antonio Gisbert Pérez 、1834年12月19日 – 1901年11月27日）はスペインの画家である。スペインの歴史を題材に、写実主義のスタイルで作品を描いた。

## 略歴
バレンシア州のアルコイで生まれた。マドリードの王立サン・フェルナンド美術アカデミーでホセ・デ・マドラーソやフェデリコ・デ・マドラーソに学んだ。1655年からローマに留学し、1858年にローマの展覧会に出展した。イサベル2世によって1858年から開かれていたスペイン全国展覧会(Exposiciones Nacionales de Bellas Artes)の1868年の展覧会で一等を受賞した。その年、イサベル2世が退位し、フェデリコ・デ・マドラーソが プラド美術館の館長を辞任すると、後任として、館長に任じられた。1873年にアマデオ1世が退位して、スペイン共和国が成立すると、その体制に反対であったので、館長を辞任し、パリに移り、その後はスペインに戻ることはなかった。プラド美術館の館長はフランシスコ・サンス・カボット(Francisco Sans Cabot:1828-1881)が引き継いだ。

## 作品

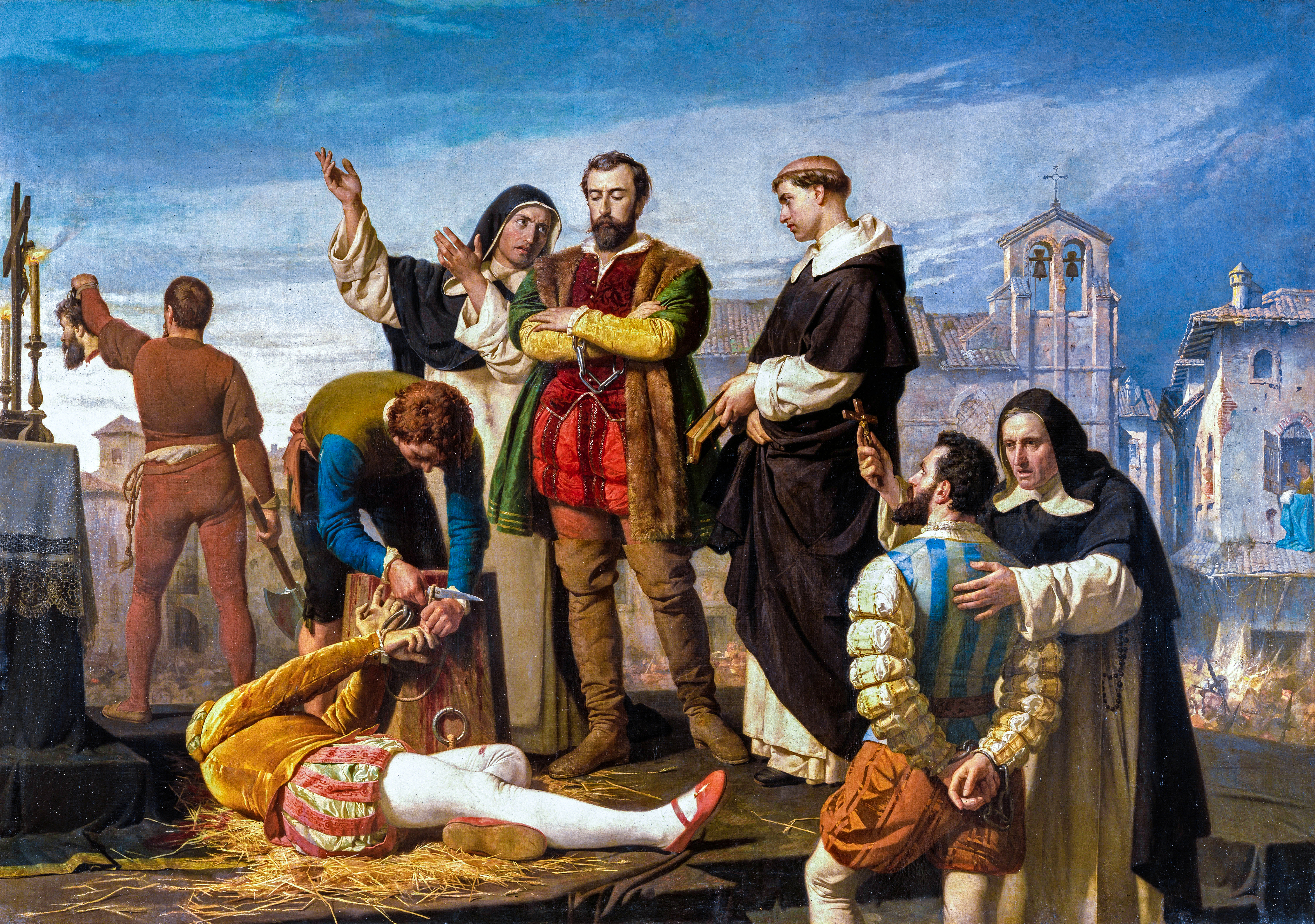
コムネロスの反乱の参加者の処刑 (1860)
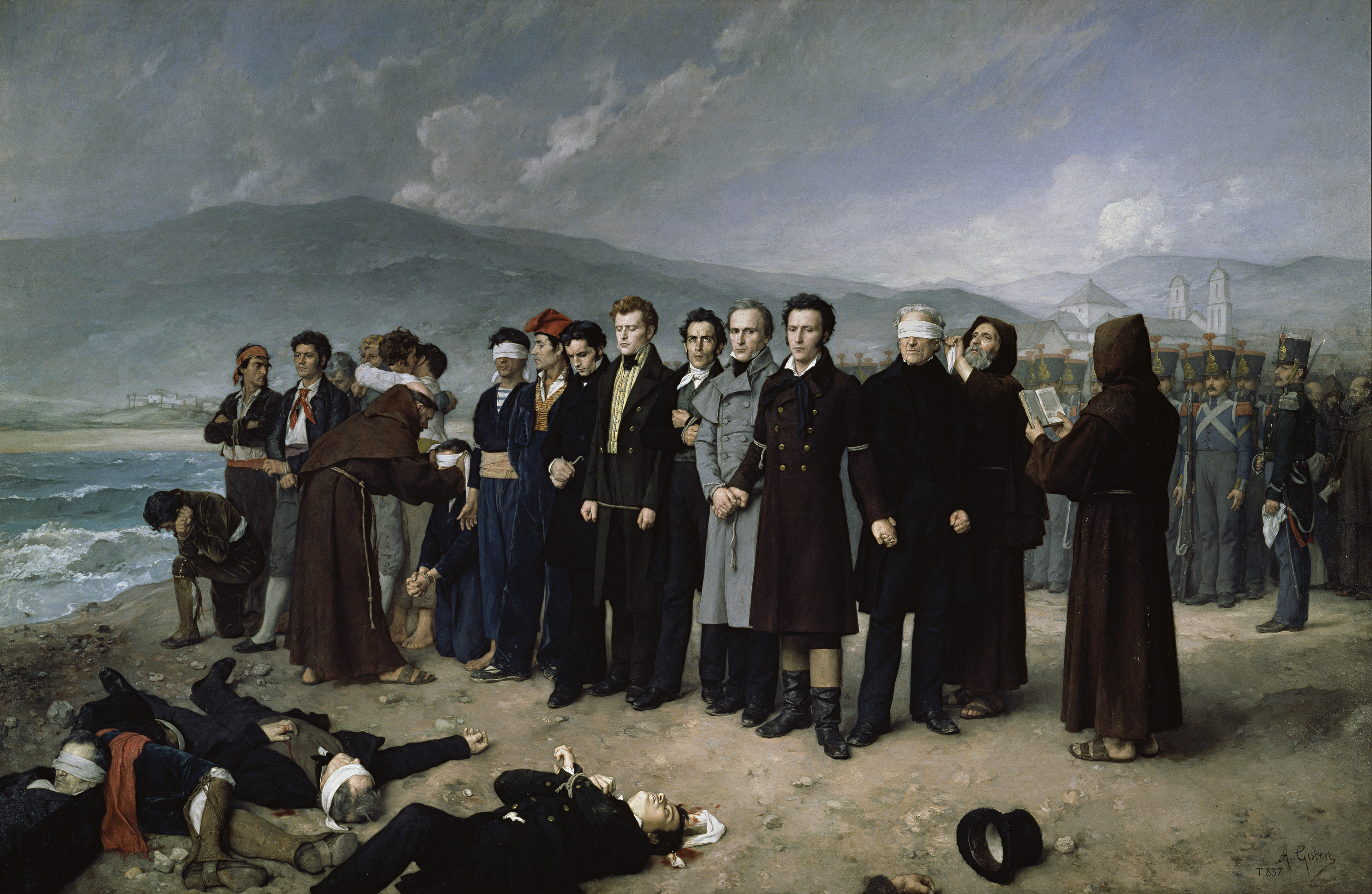
「トリホス将軍(José María de Torrijos y Uriarte)らの処刑」(1888)
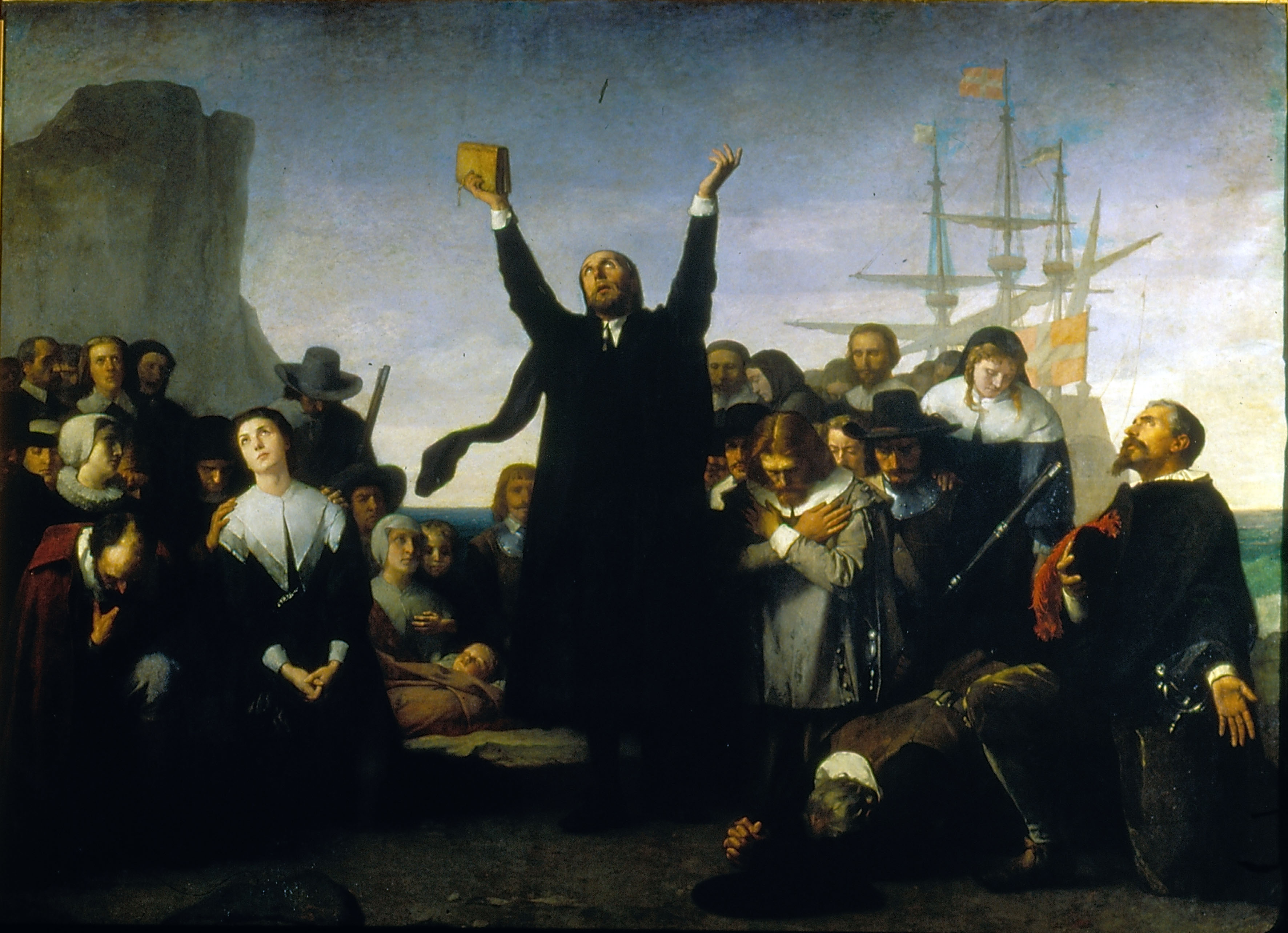
ピューリタンのアメリカ上陸(1883)

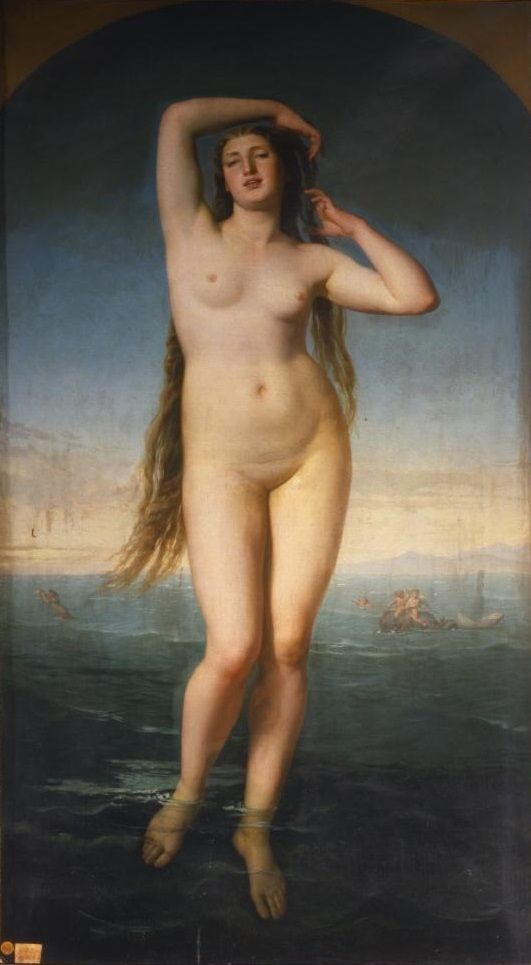
「海から上がるヴィーナス」(1858)
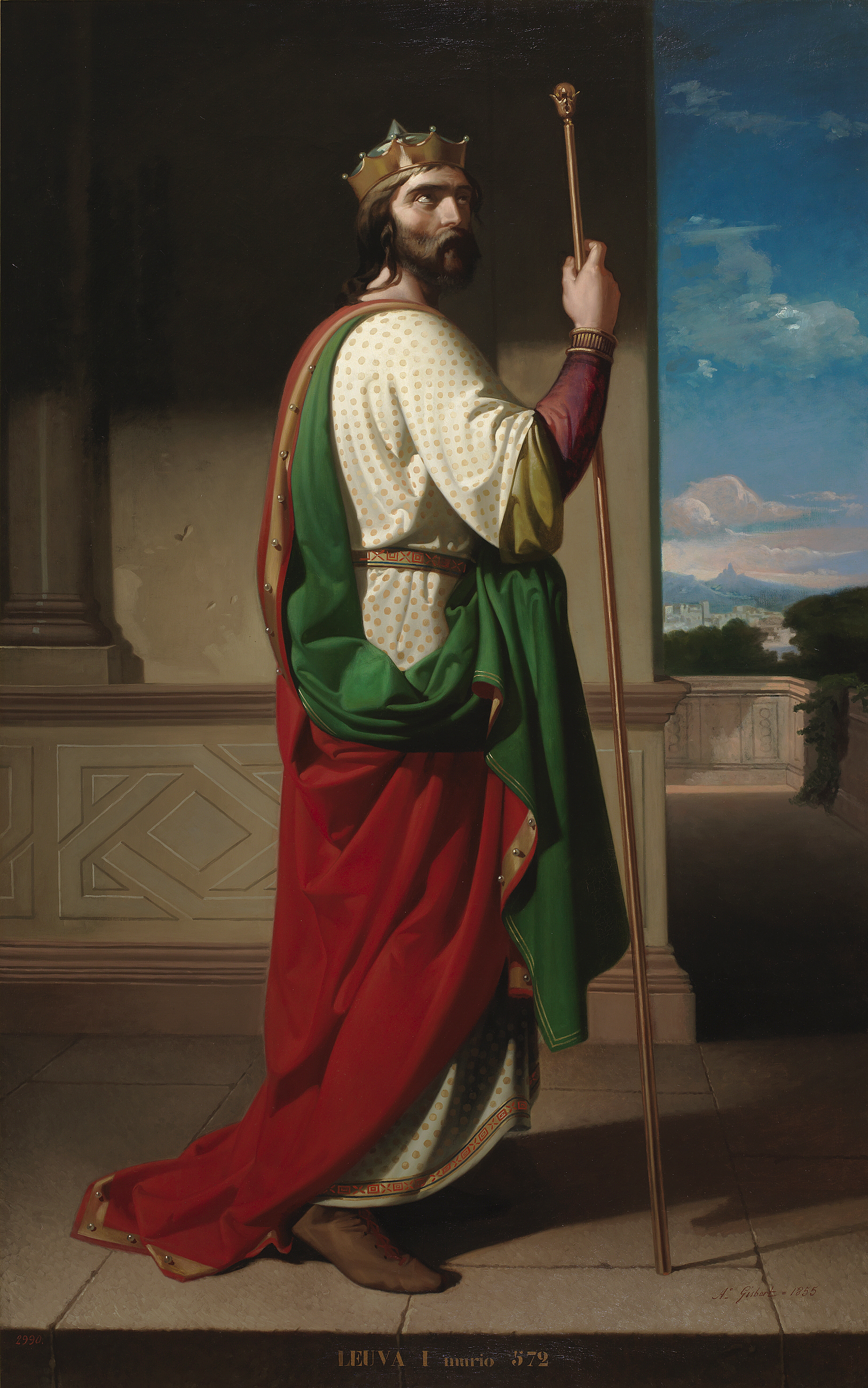
6世紀の西ゴート王,リウヴァ1世
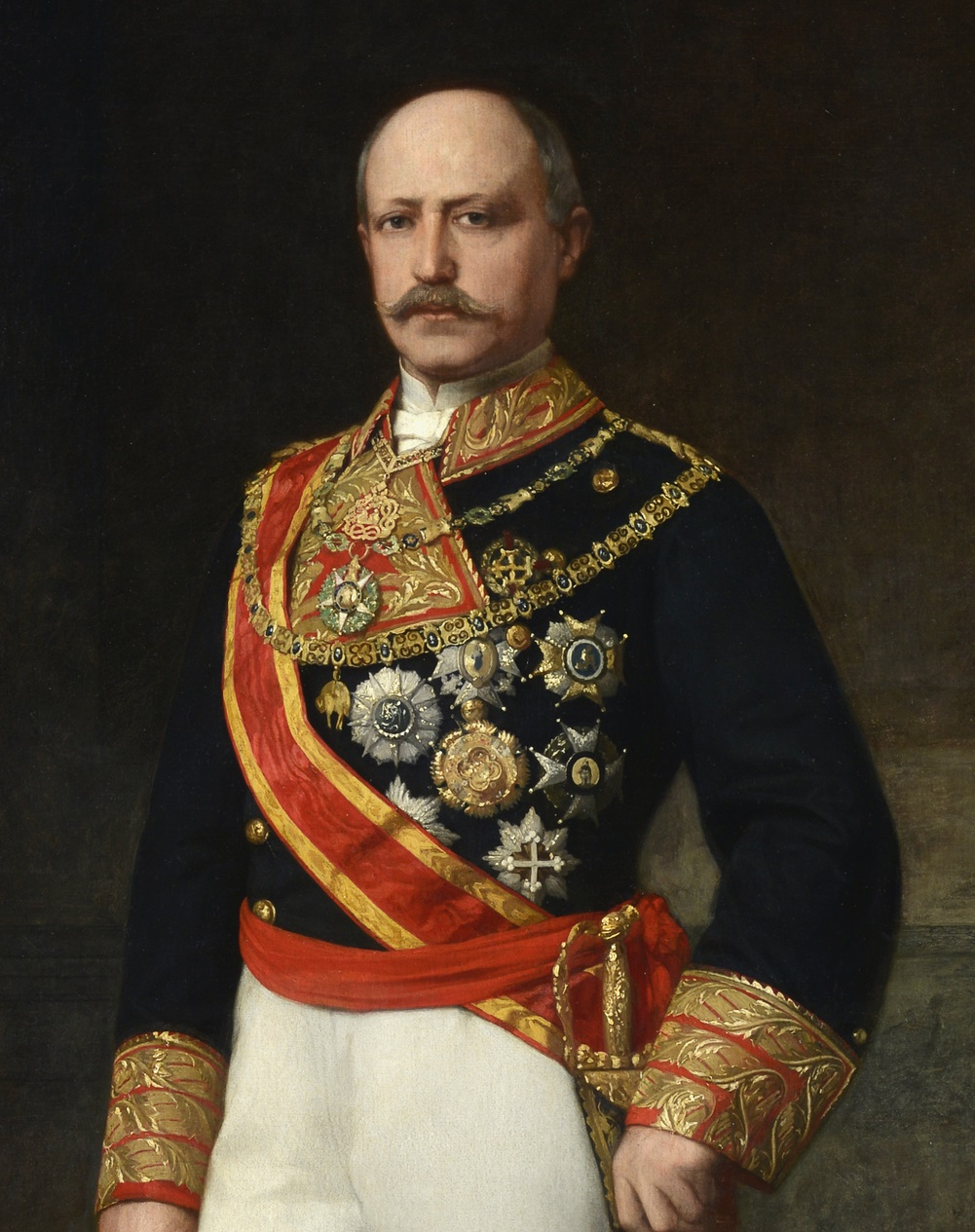
Francisco Serrano, 1st Duke of la Torre
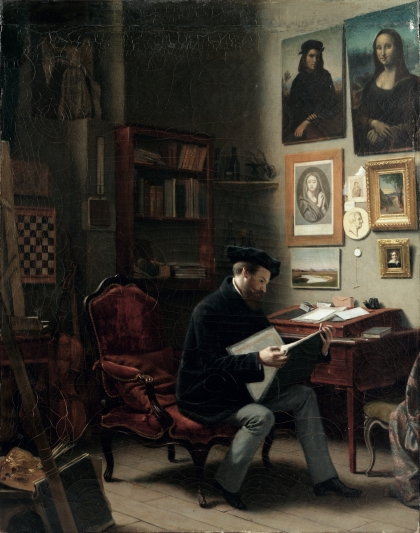
スタジオでの自画像